# Sandrine Staaf
Sandrine Patricia Dominique Staaf, född 4 oktober 1968 i Frankrike, är en fransk dansare och koreograf bosatt i Sverige.
Sandrine Staaf är utbildad vid Academie International de la Danse i Paris och vidareutbildad för Max Bozzoni och Daniel Franck på l’Opéra de Paris, samt även för Billy Goodson. Hon hamnade tidigt på stora internationella scener som Moulin Rouge och Paradis Latin i Paris samt l’Opéra de Nimes och Disneyland Paris. Hon har också arbetat mycket med TV-produktioner i Frankrike, Spanien och Italien samt med långfilm, exempelvis Napoleon & Josephine. 
Under tiden på Moulin Rouge blev Sandrine Staaf och den svenske kollegan Joachim Staaf ett par. Efter sina år som danser blev hon diplomerad och certifierad massör och var en av de massörer som startade upp Kenzo’s spa "La Bulle" i centrala Paris. Sandrine och Joachim flyttade från Frankrike till Sverige 2008. Hon arbetar i dag som massör med sitt egenstartade företag "Body&Hälsa Företagsmassage".